# Побег ради любви
«Побег ради любви» (телугу పరుగు, Parugu) — индийский фильм режиссёра Бхаскара на языке телугу, вышедший в прокат 2 мая 2008 года. По сюжету герой фильма помогает своему другу сбежать со старшей дочерью помещика, после чего сам влюбляется в младшую. Главные роли исполнили Аллу Арджун, Шила Каур и Пракаш Радж.
По результатам проката картина получила статус «хит». Фильм принёс своим создателям 2 Nandi Awards и одну Filmfare Awards South. В дальнейшем вышли его ремейки на бенгали, ория и хинди. Фильм переведен и озвучен на русский язык по заказу холдинга Ред Медиа для показа на канале Индия ТВ.

## Сюжет
Фильм начинается с того, как Субалакшми, дочь помещика Нилакантама сбегает со своей свадьбы вместе с Эрра Бабу, одним из работников поместья. Люди Нилакантама обыскивают деревню и находят троих приятелей Эрра Бабу. Те не знают куда он мог деться, но называют имена ещё троих его друзей: Сину, Шармы и Кришны. Кришну находят в Хайдарабаде и, оглушив, привозят в деревню Нилакантама. Тот говорит парням, что они останутся здесь пока Суббулакшми не найдется. В тот же вечер Кришна подговаривает их сбежать. Однако, пробираясь сквозь лес в тумане, он встречает девушку и влюбляется в неё с первого взгляда. Парней ловят из-за его задержки и запирают в сарае, но Кришна сам решает остаться в деревне, пока не узнает, кто эта девушка.
А девушка из леса — младшая дочь Нилакантама — Минакши. После побега её сестры родственники стали подозревать в дурных намерениях и её. Поэтому она хочет, чтобы Суббулакшми поскорее вернулась домой, и просит помощи у парней в сарае, не показываясь им при этом на глаза. Кришна обещает ей помощь, если она найдет его возлюбленную.
Чтобы вновь увидеть незнакомку Кришна сбегает из сарая через крышу и, скрытый утренним туманом, ищет её в лесу. Ему удаётся увидеть Минакши, которая тайком выбралась из дома, чтобы выполнить его просьбу, но не получается её догнать. Однако он находит её ножной браслет. Этот браслет он показывает Минакши, вернувшись в сарай, чтобы по нему она могла опознать понравившуюся ему девушку. Минакши узнает своё украшение и, испугавшись, убегает.
Люди Нилакантама привозят ещё одного друга Эрра Бабу — Сину. Тот признается, что беглецы звонили ему из Визага. Мужчины, прихватив с собой пленников, едут туда. Но пока они поднимаются по лестнице, Кришна, сбежавший из-под охраны, забирается в дом по карнизу и помогает влюбленным сбежать, после чего возвращается как ни в чём не бывало. По возвращении в деревню он признаётся друзьям, что именно он помог Суббалакшми и Эрра Бабу устроить побег. Их подслушивает Минакши. Она делится этой тайной со своей служанкой, но их разговор слышит её дядя Чинна. Он вынуждает девушку признаться, кто именно помог её сестре.
Кришну избивают и угрожают убить его друзей, тогда он говорит, что беглецы отправились в Хайдарабад. Нилакантам со своими людьми и пленниками отправляется туда же. Посеяв в его сердце сомнения, Кришна заставляет его взять с собой Минакши. В Хайдарабаде он использует любую возможность, чтобы остаться с ней наедине и поговорить.
Нилакантам в итоге выходит на след беглецов, которые действительно были в Хайдарабаде, хотя Кришна отправил их в другое место. Но встретившись с отцом, Суббалакшми угрожает ему полицией, если он не оставит её в покое. Расстроенный Нилакантам бросает поиски и возвращается в деревню, увозя с собой Минакши, чтобы найти ей жениха и организовать свадьбу.
Перед церемонией он слышит, как Минакши говорит служанке, что влюбилась в Кришну, и после приезда парня, начинает бояться, что и его вторая дочь сбежит. Однако Кришна говорит, что приехал только для того, чтобы рассказать Нилакантаму, что он любит его дочь также сильно, как он. А когда к нему приходит Минакши, парень отказывается брать её с собой и уезжает один.

## В ролях
- Аллу Арджун — Кришна
- Пракаш Радж — Нилакантам
- Джаясудха — Яшода, мать Кришны
- Шила Каур[англ.] — Минакши
- Сунил[англ.] — Папарао, приятель Кришны
- Шриниваса Редди[англ.] — приятель Кришны
- Дханрадж[англ.] — приятель Кришны
- Саптангири[англ.] — Ягья Нараяна Шарма
- Пунам Баджва[англ.] — Суббалакшми
- Суббараджу[англ.] — Чинна, родственник Нилакантама
- Джива[англ.] — Гопи, родственник Нилакантама
- Прудхвирадж[англ.] — родственник Нилакантама
- Рагини[англ.] — родственница Нилакантама
- Али[англ.] — Прем, жених в храме
- Джая Пракаш Редди — инспектор полиции
- Читралекха — Тулси, служанка Минакши
- Читрам Шринивас — Сину, приятель Кришны

## Саундтрек
| №  | Название            | Текст песни   | Исполнители            | Длительность |
| -- | ------------------- | ------------- | ---------------------- | ------------ |
| 1. | «Parugulu»          | Сиривеннела   | Ранджит                | 4:20         |
| 2. | «Nammavemo»         | Ананта Шрирам | Сакетх                 | 4:49         |
| 3. | «Yelageyalaga»      | Ананта Шрирам | Кайлаш Кхер, Саиндхави | 4:23         |
| 4. | «Chal Chal Chalo»   | Чандрабос     | Ранджит                | 4:37         |
| 5. | «Hrudayam»          | Сиривеннела   | Хемачандра             | 3:49         |
| 6. | «Manakanna Podiche» | Ананта Шрирам | Рахул Намбиар          | 4:40         |

## Критика
| Рейтинги      | Рейтинги |
| Издание       | Оценка |
| ------------- | --- |
| Rediff.com    | 2,5 из 5 звёзд · 2,5 из 5 звёзд · 2,5 из 5 звёзд · 2,5 из 5 звёзд · 2,5 из 5 звёзд                                                                            |
| Idlebrain.com | 3 из 5 звёзд · 3 из 5 звёзд · 3 из 5 звёзд · 3 из 5 звёзд · 3 из 5 звёзд                                                                                      |
| fullhyd.com   | 6 из 10 звёзд · 6 из 10 звёзд · 6 из 10 звёзд · 6 из 10 звёзд · 6 из 10 звёзд · 6 из 10 звёзд · 6 из 10 звёзд · 6 из 10 звёзд · 6 из 10 звёзд · 6 из 10 звёзд |

Сунита Чаудхари их The Hindu написала, что фильм богат сильными характерами, исполнением ролей, сценарием и простыми диалогами и единственная его слабость предсказуемый сюжет.
Радхика Раджамани из Rediff.com не избежала сравнений с предыдущим фильмом Бхаскара, «Кукольный дом», но похвалила игру актёров и музыкальный номер на песню «Parugulu».
В отзыве на Idlebrain.com плюсами фильма были названы игра Аллу Арджуна и первая половина фильма, а минусом — неубедительность эмоций во второй половине.
В рецензии с сайта fullhyd.com к основным проблемам фильма были отнесены излишняя неторопливость развития сюжета и отсутствие романтики. Основная мысль, которую хотел донести режиссёр также теряется на этом фоне.

## Награды и номинации
| Награды и номинации | Награды и номинации            | Награды и номинации             | Награды и номинации        | Награды и номинации | Награды и номинации |
| Дата                | Награда                        | Категория                       | Номинант                   | Результат           | Ссылка              |
| ------------------- | ------------------------------ | ------------------------------- | -------------------------- | ------------------- | ------------------- |
| 27 января 2009      | Sitara Film Awards             | Лучший сценарий                 | Бхаскар                    | Победа              | [ 5 ]               |
| 31 июля 2009        | Filmfare Awards South (Телугу) | Лучший фильм                    |                            | Номинация           | [ 6 ] [ 7 ]         |
| 31 июля 2009        | Filmfare Awards South (Телугу) | Лучшая режиссура                | Бхаскар                    | Номинация           | [ 6 ] [ 7 ]         |
| 31 июля 2009        | Filmfare Awards South (Телугу) | Лучший мужской закадровый вокал | Сакетх («Nammavemo ganee») | Номинация           | [ 6 ] [ 7 ]         |
| 31 июля 2009        | Filmfare Awards South (Телугу) | Лучшая мужская роль             | Аллу Арджун                | Победа              | [ 6 ] [ 7 ]         |
| 24 октября 2009     | Nandi Awards                   | Третий лучший фильм года        |                            | Победа              | [ 8 ] [ 9 ]         |
| 24 октября 2009     | Nandi Awards                   | Специальный приз жюри           | Аллу Арджун                | Победа              | [ 8 ] [ 9 ]         |

## Ремейки
Благодаря успеху в прокате и положительной оценке критиков фильм был переснят трижды:
- 2010 — Sanju Aau Sanjana — фильм на языке ория с Бабушаном и Париджат в главных ролях;
- 2010 — Shedin Dekha Hoyechilo — фильм на бенгальском языке с Дэвом и Шрабанти Чаттерджи;
- 2014 — «Право на любовь» — фильм на хинди, главные роли в котором исполнили дебютанты Тайгер Шрофф и Крити Санон, а Пракаш Радж повторил свою[10].

Все ремейки имели коммерческий успех. Этот фильм является одним из немногих который был переснят исключительно на языках Северной Индии.